# إل جي أوبتيموس II Vu
إل جي أوبتيموس II Vu (بالإنجليزية: LG Optimus Vu II) هو هاتف ذكي من إل جي أليكترونيكس يعمل بنظام أندرويد، تم طرحه في الأسواق في سبتمبر 27, 2012.

## الخصائص
- نظام التشغيل: أندرويد
- الكاميرا الأمامية: 1.3 ميجابكسل
- الكاميرا الخلفية: 8 ميجابكسل (1080p at 30 FPS فيديو)
- الشاشة: إل سي دي
- المعالج: ثنائي النواة